# Konsumgut
Konsumgüter sind in der Betriebswirtschaftslehre und Volkswirtschaftslehre Güter, die von Wirtschaftssubjekten zum Zwecke des Konsums verwendet werden. Komplementärbegriff ist das Investitionsgut.
Das Kompositum „Konsumgut“ setzt sich aus dem Bestimmungswort „Konsum“ und dem Grundwort „Gut“ zusammen. Konsum bedeutet, dass dieses Gut einem Wirtschaftssubjekt entweder als Gebrauchsgut oder als Verbrauchsgut für den Eigenbedarf dient. Die Zuordnung zum Konsumgut hängt mithin nicht davon ab, ob ein Gut über seine Nutzungsdauer hinweg gebraucht (Gebrauchsgut) oder ob es zeitnah verbraucht wird (Verbrauchsgut). Entscheidend für ein Konsumgut ist die Art seiner Verwendung. Wird es einmalig verwendet, handelt es sich um ein Verbrauchsgut, bei mehrmaliger Nutzung spricht man vom Gebrauchsgut.
Konsumgüter dienen nicht der Produktion für den Fremdbedarf, wie es bei Investitionsgütern der Fall ist. 

## Arten
Es gibt folgende Arten:
- Konsumgüter des alltäglichen Bedarfs (englisch convenience goods) sind Güter, die häufig und ohne intensive Planung oder Vorbereitung mit hohem Konsumintervall gekauft werden. Im Regelfall handelt es sich um Güter mit einem vergleichsweise niedrigen Preis, die mit Hilfe einer Massenmarktstrategie des Herstellers vertrieben werden (beispielsweise Benzin, Brot, Toilettenpapier, Zeitung u. a.).
- Güter des Such- und Vergleichskaufs (englisch shopping goods) werden seltener gekauft und haben einen höheren Preis als Güter des alltäglichen Bedarfs. Beim Kauf ist ein höheres Maß an Planung notwendig. Es werden im Laufe des Kaufentscheidungsprozesses Vergleiche angestellt, um die bestmögliche Alternative auszuwählen. Die Güter werden sowohl durch den Hersteller als auch den Händler beworben und in der Regel im Fachhandel vertrieben (zum Beispiel: Automobile, Markenkleidung, Markenmöbel, Parfüm).
- Sonderprodukte und Spezialitäten (englisch speciality goods): Hierbei handelt es sich meistens um Luxusgüter, für die es nur sehr beschränkt alternative Marken im Handel gibt. Die Sensibilität bezüglich des Preises ist sehr gering. Daher kann für diese Luxuswaren ein sehr hoher Preis verlangt werden. Solche Güter werden mit Hilfe einer auf die Zielgruppe ausgerichteten exklusiven Marketingstrategie beworben und werden nur durch speziell ausgewählte Marken-Händler vertrieben (zum Beispiel: Luxusuhren, teures Porzellan, Kristallwaren, Weine).
- Güter des fremdinitiierten Kaufs mit geringer Nachfrage (englisch unsought goods) weisen nur eine sehr geringe Nachfrage auf, da die Konsumenten entweder nicht wissen, dass es diese Güter überhaupt gibt, oder aber es handelt sich um Produkte, die man gefühlsmäßig ablehnt. Der Konsument beschäftigt sich nicht mit diesen Gütern, da dies als lästig empfunden wird. Der Verkauf solcher Produkte wird durch aggressive Werbung unterstützt und auch durch Direktvertrieb gefördert (zum Beispiel Versicherungsverträge).

Entscheidend für die Zuordnung sind insbesondere das Preisniveau und der Konsumintervall, also die Kaufhäufigkeit.		

## Betriebswirtschaftslehre
Beschafft ein Unternehmen Lebensmittel zum Verbrauch in der eigenen Kantine, so stellen diese Lebensmittel ein Konsumgut dar, weil sie von den Arbeitnehmern konsumiert werden. Werden diese Lebensmittel jedoch in der Produktion weiterverarbeitet und nach Abschluss des Produktionsprozesses am Markt verkauft, so werden sie – je nach Veredelungszustand – vom weiterverarbeitenden Unternehmen als Roh- oder Werkstoffe eingestuft. Auch Dienstleistungen gehören zu den Konsumgütern, wenn sie von Wirtschaftssubjekten nicht für Produktionszwecke genutzt werden.

## Volkswirtschaftslehre
|                                          | Produktionsgut                                            | Konsumgut                                                 |
| ---------------------------------------- | --------------------------------------------------------- | --------------------------------------------------------- |
| langlebiges Gut (Gebrauchsgut i. w. S.)  | Investitionsgut (z. B. Produktionsmaschinen, Bürogebäude) | Gebrauchsgut (z. B. Wohngebäude, Einrichtungsgegenstände) |
| kurzlebiges Gut (Verbrauchsgut i. w. S.) | Vorleistungsgut (z. B. Schmieröl, Lacke, Elektromotoren)  | Verbrauchsgut (z. B. Lebensmittel)                        |

Langlebige Konsumgüter werden vom Konsumenten nicht zum einmaligen Verbrauch, sondern zur langfristigen Nutzung während ihrer Nutzungsdauer erworben. Die Nachfrageelastizität ist meist sehr hoch, weil der Konsument den Kauf aufschieben kann.
Die Konsumgüterindustrie ist ein Wirtschaftszweig, der sich auf die Produktion von Konsumgütern spezialisiert hat. Die Konsumgüter müssen den Produktionssektor endgültig verlassen haben. Nachfrager auf dem Konsumgütermarkt sind die Konsumenten und Unternehmen als Verbraucher. Teilmärkte sind der Verbrauchsgüter- und Gebrauchsgütermarkt
In der Makroökonomie stellt die Nachfrage nach Konsumgütern einen Bestandteil der gesamtwirtschaftlichen Nachfrage dar. Im Rahmen der Wirtschaftspolitik ist die Beeinflussung der „Konsumgüternachfrage“ ein wichtiger Streitpunkt zwischen den Denkschulen der Angebots- und Nachfragepolitik.

## Abgrenzung
Die Abgrenzung zu den Investitionsgütern hängt davon ab, welches Wirtschaftssubjekt ein Gut zu welchem Verwendungszweck einsetzt. Während für den Privathaushalt ein Personenkraftwagen ein Konsumgut darstellt, ist er für ein Unternehmen (beispielsweise in der Fahrbereitschaft und für den Fuhrpark) ein Investitionsgut.
Insbesondere in sehr einfachen volkswirtschaftlichen Modellen wie einer „Eingutwelt“ werden zunächst nur zwei Güterarten (nach Verwendungszweck) unterschieden. Ein Gut gehört entweder zu den Konsumgütern oder es gehört nicht zu dieser Gruppe. Handelt es sich beispielsweise um Weizen, kann dieser entweder als Nahrung konsumiert werden oder die Funktion von Saatgut übernehmen und als Investitionsgut fungieren.